# Wang Changhao
Wang Changhao (em chinês:  王长浩; 1 de agosto de 2002) é um nadador chinês.

## Carreira
Wang Changhao começou a nadar aos cinco anos.
Ele fez sua estreia internacional no Campeonato Mundial de Pista Curta de 2021, em Abu Dhabi. Em suas partidas individuais foi eliminado na fase preliminar. Ele ficou em quinto lugar no revezamento 4 x 100 metros livre e no revezamento 4 x 50 metros livre. Em 2022, no Campeonato Mundial em Budapeste, ele ficou em oitavo lugar no revezamento 4 x 100 metros medley. Ele também ficou em oitavo lugar no revezamento 4 x 100 metros livre misto.
Em 2023, no Campeonato Mundial de Fukuoka, Pan Zhanle, Chen Juner, Wang Changhao e Wang Haoyu terminaram em quarto lugar no revezamento 4 x 100 metros livre, meio segundo atrás das posições de medalhas. O revezamento 4 x 100 metros medley com Xu Jiayu, Yan Zibei, Sun Jiajun e Wang Haoyu chegou à final com o quarto tempo mais rápido. Na final, Xu Jiayu, Qin Haiyang, Wang Changhao e Pan Zhanle nadaram quase três segundos mais rápido e terminaram em segundo atrás da equipe de revezamento dos EUA. Todos os sete nadadores chineses envolvidos receberam medalha de prata. A partir do final de setembro de 2023, os Jogos Asiáticos de 2022 foram realizados em Hangzhou. Wang Changhao terminou em segundo lugar nos 100 metros borboleta, atrás do japonês Katsuhiro Matsumoto. Ele nadou no vitorioso revezamento 4 x 100 metros medley e foi utilizado na bateria preliminar do vitorioso revezamento 4 x 100 metros livre. Ele ficou em quarto lugar nos 50 metros borboleta.
Em 2024, nos Jogos Olímpicos de Paris, Wang Changhao foi eliminado dos 100 metros borboleta na fase preliminar. O revezamento medley chinês 4 x 100 metros com Xu Jiayu, Qin Haiyang, Sun Jiajun e Pan Zhanle nadou a medalha de ouro na rodada preliminar, Wang Changhao nadou na borboleta em vez de Sun Jiajun.